# Solebad

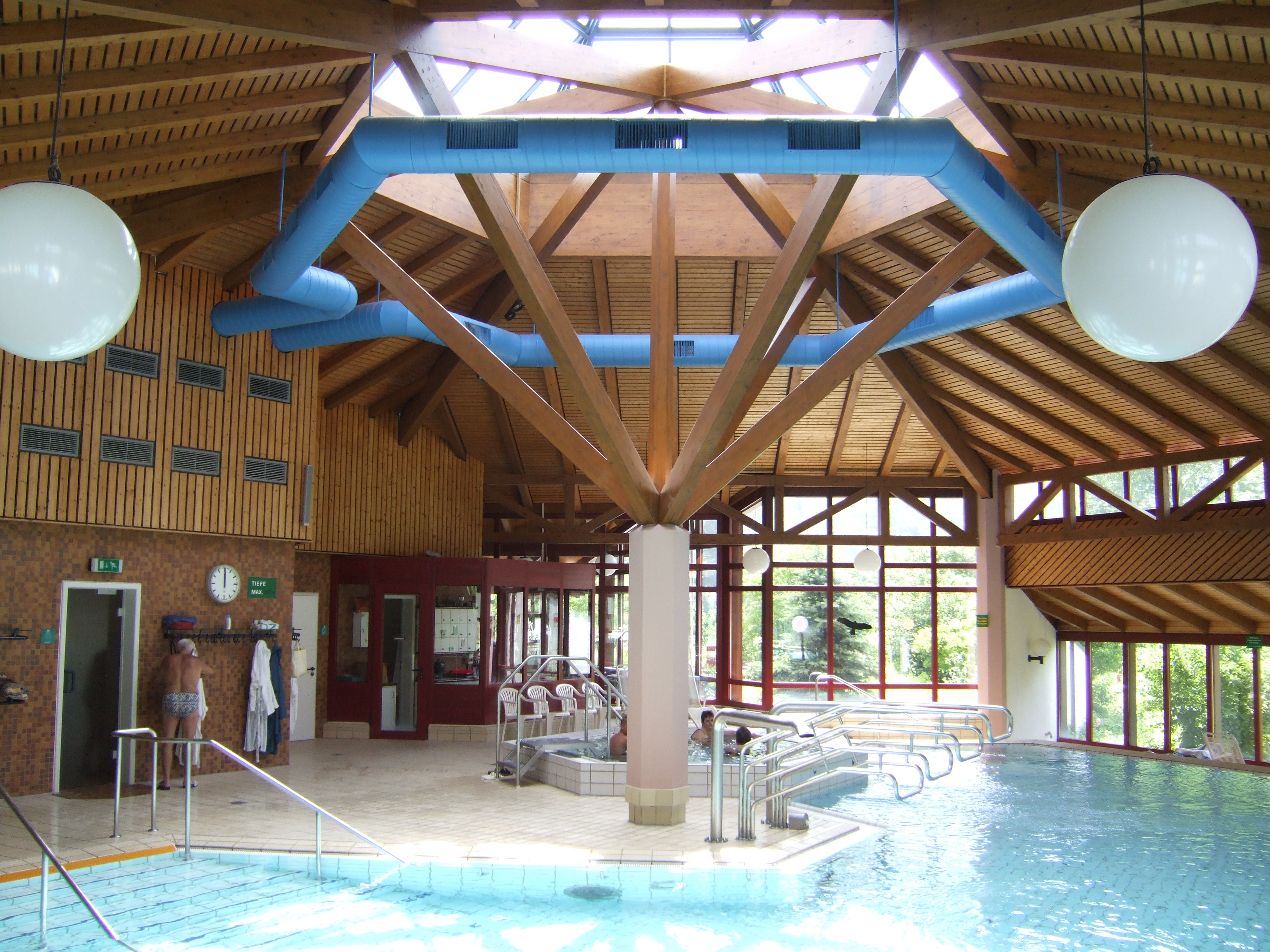
Solebad in Niedernhall

Ein Solebad (auch Solbad) ist ein Bad, das einen Salzgehalt (meist Meersalz) bis zu 6 % im Wasser hat und häufig als Hilfsmittel für die Therapie von Hauterkrankungen, Allergien, Erkältungskrankheiten, Verdauungsbeschwerden, Stoffwechselstörungen, Nieren- und Harnblasenerkrankungen, „nervösen Störungen“, Konzentrationsschwäche und Schlafstörungen verwendet wird.
Von Befürwortern angepriesene Behandlungserfolge bei „Frauenleiden“, Augenerkrankungen oder Schwermetallbelastungen sind wissenschaftlich nicht belegt. Seriöse Anbieter betonen eher den Effekt von Spaß, Erholung und Unterhaltung im Gesamtkontext eines Badeaufenthaltes, schränken die Indikationen wesentlich ein und erwähnen die Kontraindikationen.